# سنتا انا، شهرستان استار، تگزاس
سنتا انا (به انگلیسی: Santa Anna) یک منطقهٔ مسکونی در ایالات متحده آمریکا است که در شهرستان استار، تگزاس واقع شده‌است. سنتا انا ۱۳ نفر جمعیت دارد.